# Hapoel Tel Aviv
O Hapoel Tel Aviv Football Club (em hebraico, מועדון כדורגל הפועל תל אביב) é um clube israelense de futebol com sede em Tel Aviv. Fundado em 1927 após fundir-se com o Allemby F.C.. O estádio onde joga os seus jogos em casa é o Bloomfield Stadium, com capacidade para 29.400 pessoas.
O Hapoel de Israel não tem nada a ver com o APOEL clube de futebol da Nicosia, que quer dizer em grego: Clube Atlético dos Gregos de Chipre, Αθλητικός Ποδοσφαιρικός Όμιλος Ελλήνων Λευκωσίας, (AΠΟΕΛ ou seja APOEL).

## Títulos
| Continentais | Continentais                     | Continentais | Continentais                                                                           |
|              | Competição                       | Títulos      | Temporadas                                                                             |
| ------------ | -------------------------------- | ------------ | -------------------------------------------------------------------------------------- |
|              | Liga dos Campeões da AFC         | 1            | 1967                                                                                   |
| Nacionais    |                                  |              |                                                                                        |
|              | Competição                       | Títulos      | Temporadas                                                                             |
| Israel       | Campeonato Israelense de Futebol | 14           | 1934, 1935, 1938, 1940, 1943, 1945, 1957, 1966, 1969, 1981, 1986, 1988, 2000 e 2009/10 |
| Israel       | Copa do Estado de Israel         | 12           | 1928, 1934, 1937, 1938, 1939, 1961, 1972, 1983, 1999, 2000, 2006 e 2007                |
| Israel       | Copa Toto                        | 1            | 2002                                                                                   |

## Uniformes

### Uniformes atuais
| Primeiro | Segundo | Terceiro | Quarto |

### Uniformes anteriores
- 2017-18

| Primeiro | Segundo |

- 2016-17

| Primeiro | Segundo | Terceiro | Quarto |